# بوچیر
بوچیر، روستایی در دهستان بوچیر بخش مرکزی شهرستان پارسیان در استان هرمزگان ایران است. این روستا، مرکز دهستان بوچیر است.

## جمعیت
بر پایه سرشماری عمومی نفوس و مسکن در سال ۱۳۹۵، جمعیت این روستا برابر با ۳٬۳۸۲ نفر (۹۲۹ خانوار) بوده‌است.